# تپه احمدآباد (فریمان)
تپه احمدآباد مربوط به هزاره دوم پیش از میلاد - دوره اشکانی و دوره ساسانی است و در شهرستان فریمان، روستای احمدآباد واقع شده و این اثر در تاریخ ۱۷ مرداد ۱۳۸۳ با شمارهٔ ثبت ۱۱۰۴۹ به‌عنوان یکی از آثار ملی ایران به ثبت رسیده‌است.